# Розендорф (Тюрингия)
Розендорф (нем. Rosendorf) — община в Германии, в земле Тюрингия.
Входит в состав района Заале-Орла. Подчиняется управлению Триптис. Население составляет 174 человека (на 31 декабря 2010 года). Занимает площадь 6,26 км².